# Robert Beyschlag
Robert Julius Beyschlag (* 1. Juli 1838 in Nördlingen; † 5. Dezember 1903 in München) war ein deutscher Genremaler des 19. Jahrhunderts und Vertreter der Münchner Schule. Er signierte häufig als Robert Beÿschlag.

## Leben

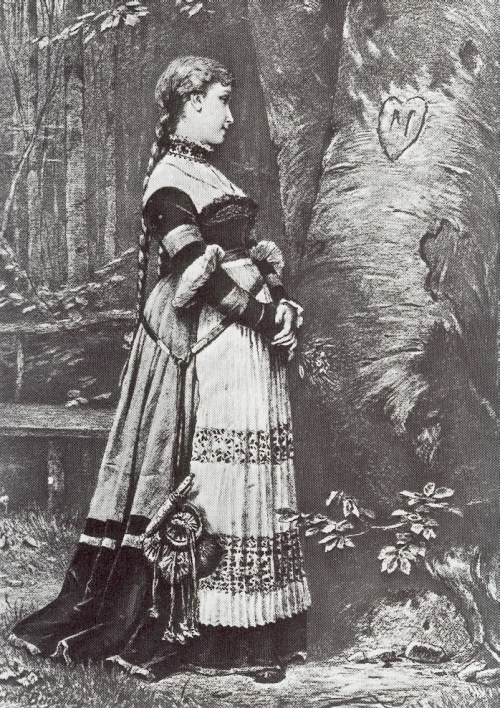
Ich schnitt es gern in alle Rinden ein
Zeichnung von Robert Beyschlag, vor 1903

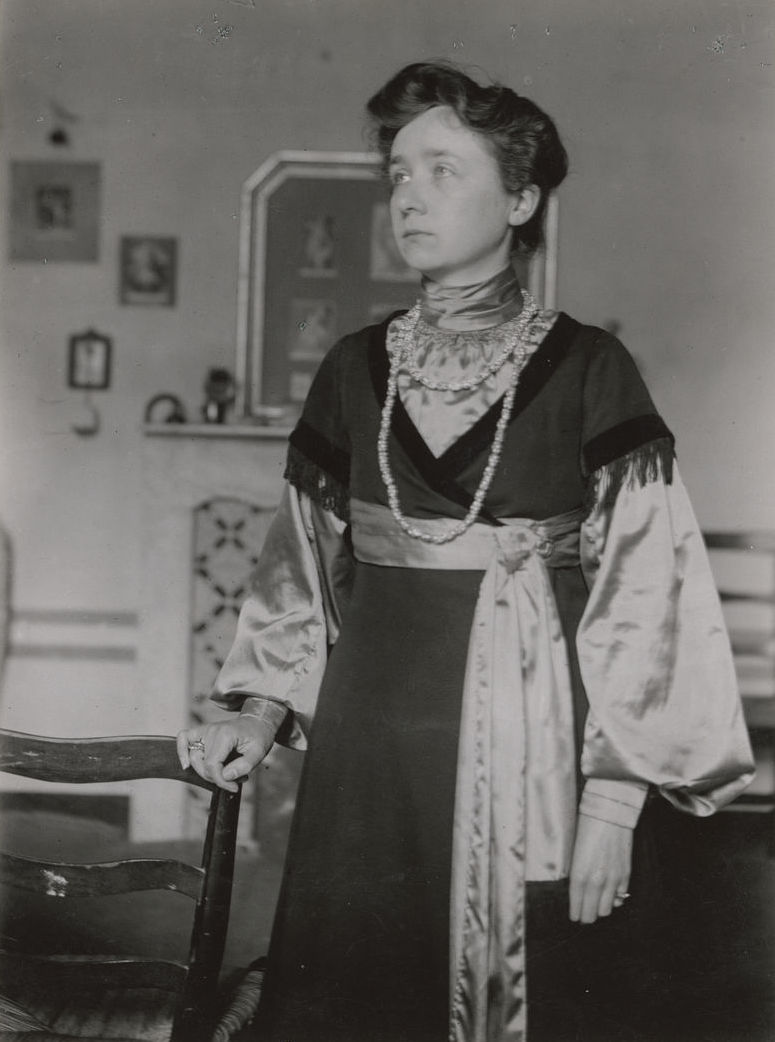
Gabriele Münter porträtiert von Robert Beyschlag, circa 1903

Beyschlag wurde 1838 in eine Gelehrten- und Künstlerfamilie geboren. Er studierte an der Münchener Akademie unter Philipp Foltz.
Robert Beyschlag starb 1903 im Alter von 65 Jahren in München.

## Grabstätte

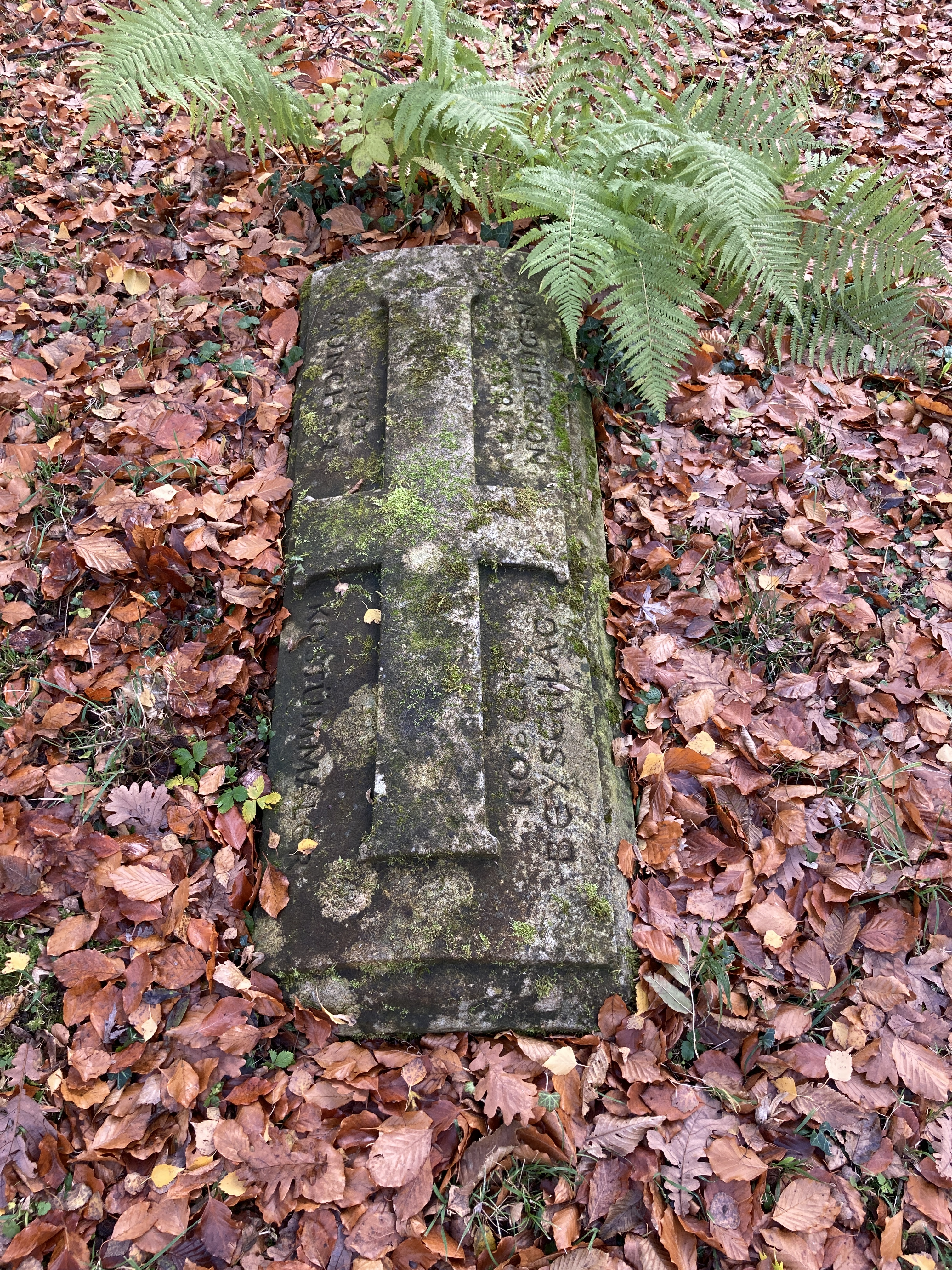
Grab von Robert Beyschlag auf dem Alten Südlichen Friedhof in München

Die Grabstätte von Robert Beyschlag befindet sich auf dem Alten Südlichen Friedhof in München (Gräberfeld 17 – Reihe 12 – Platz 55) Standort.

## Werk
Er malte vorwiegend lyrisch gehaltene Bilder, zart angehauchte „Psychen“ und Quellnymphen, Liebende, die ihr verschlungenes Monogramm herzförmig in eine alte Linde oder Buche xylographierten. Unter dem Titel Frauenlob schuf Beyschlag eine internationale Kollektion von schönen, verschiedene Jahrhunderte repräsentierenden Frauenköpfen. Nach dem Rezept der damaligen „historischen“ Richtung malte Beyschlag ein Fresko in der Galerie des Bayerischen Nationalmuseums. Dann begann er abermals das ihm ganz geläufige Repertoire mit anmutenden Familienszenen, wobei auch der erquicklich mitspielende Humor dem Künstler neue Freunde gewann. Im früheren bayerischen Nationalmuseum (heute Museum Fünf Kontinente) ist ein Historienbild als Fresko erhalten.
Beyschlag gilt als Meister des Übergangs von der Biedermeier- zur Gründerzeitmalerei.
- Das Bildnis der Geliebten
- Frühlingserwachen
- Mutterglück
- Die Dorfkokette
- Orpheus die Eurydike aus der Unterwelt führend[4]

Galerie

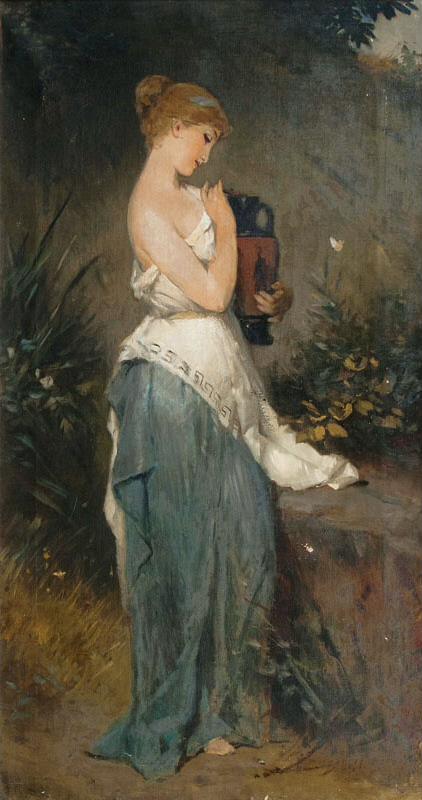
Psyche, vor 1903
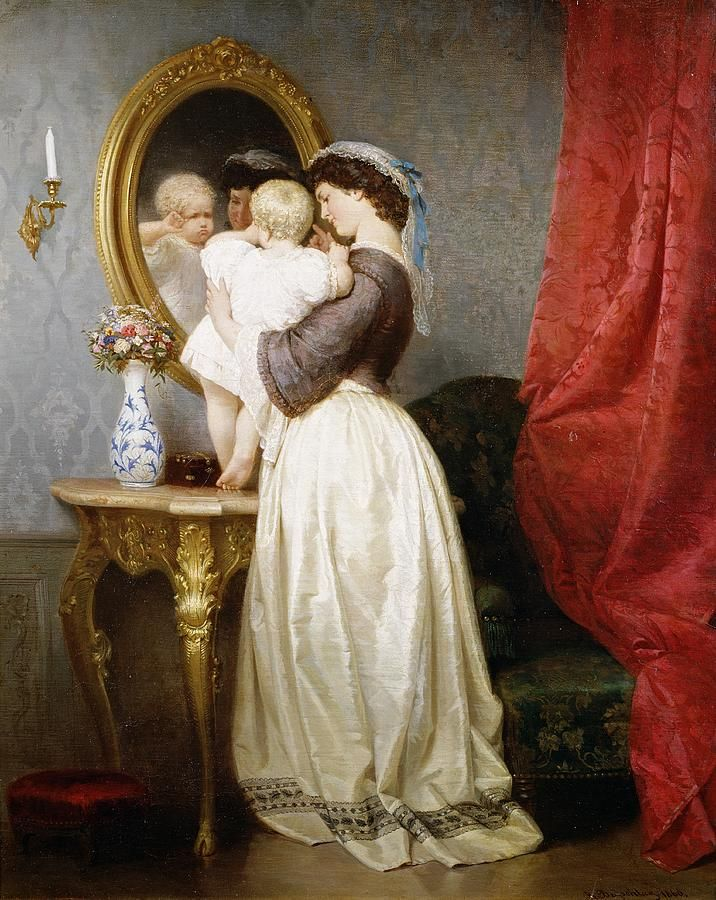
Reflections Of Maternal Love, vor 1903
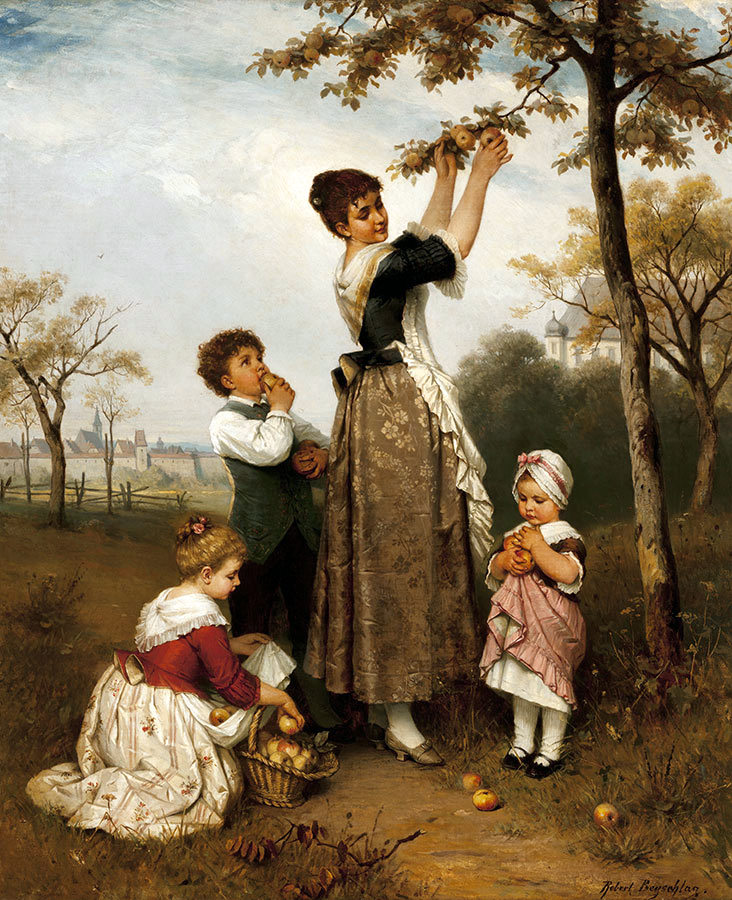
Äpfel pflücken, 1850

Die Gartenlaube

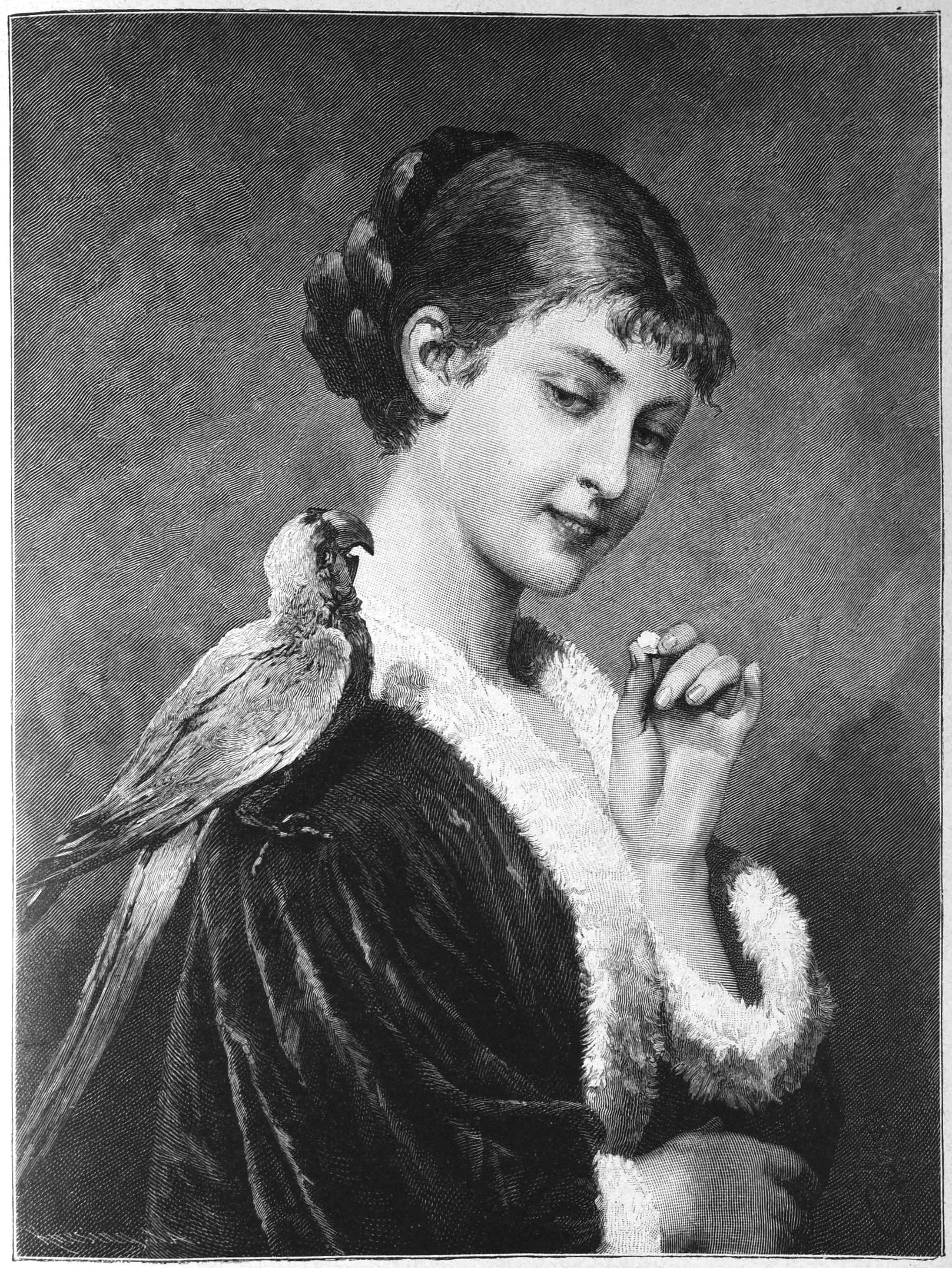
Album schöner Frauenköpfe: 5. Studienkopf
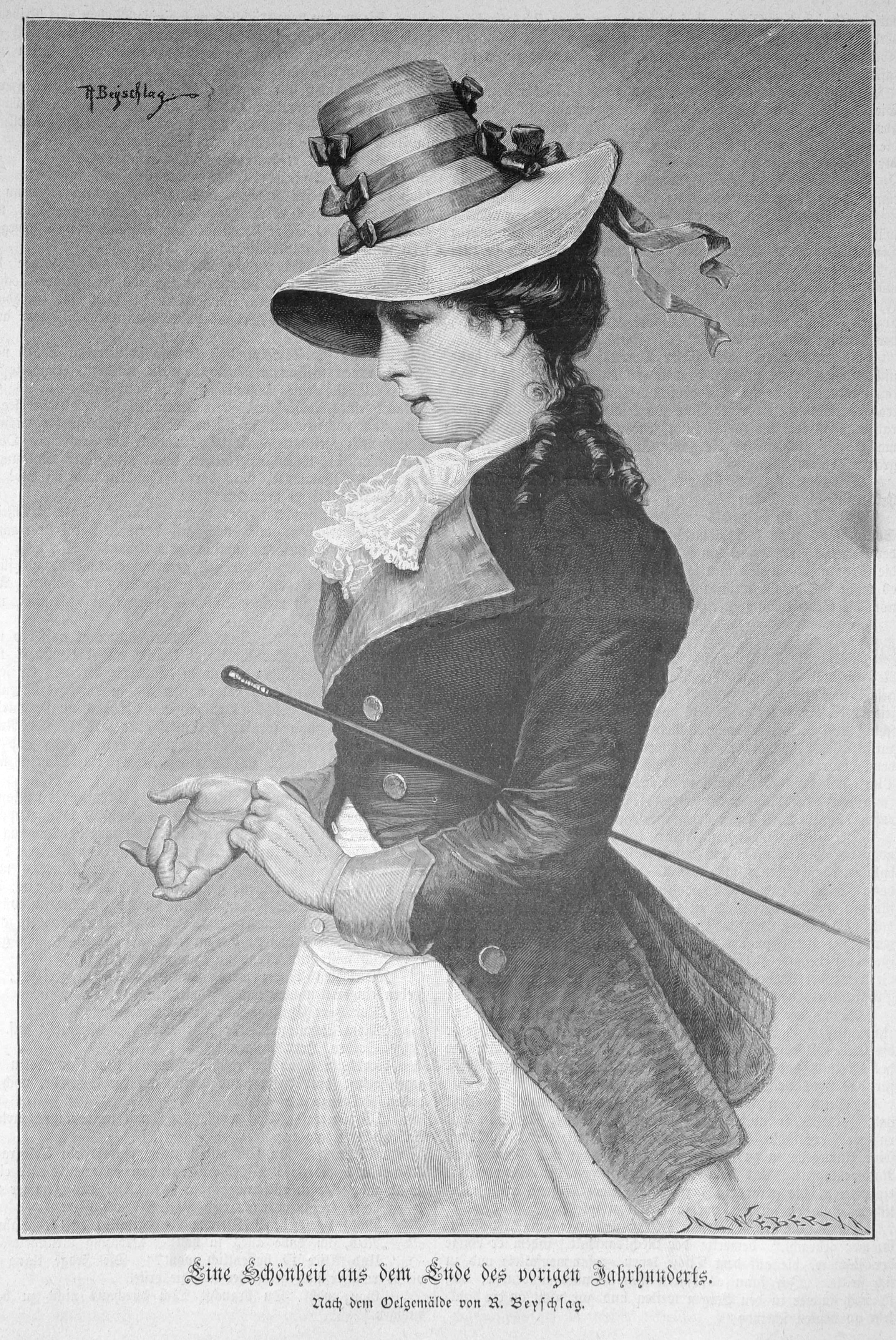
Eine Schönheit aus dem Ende des vorigen Jahrhunderts
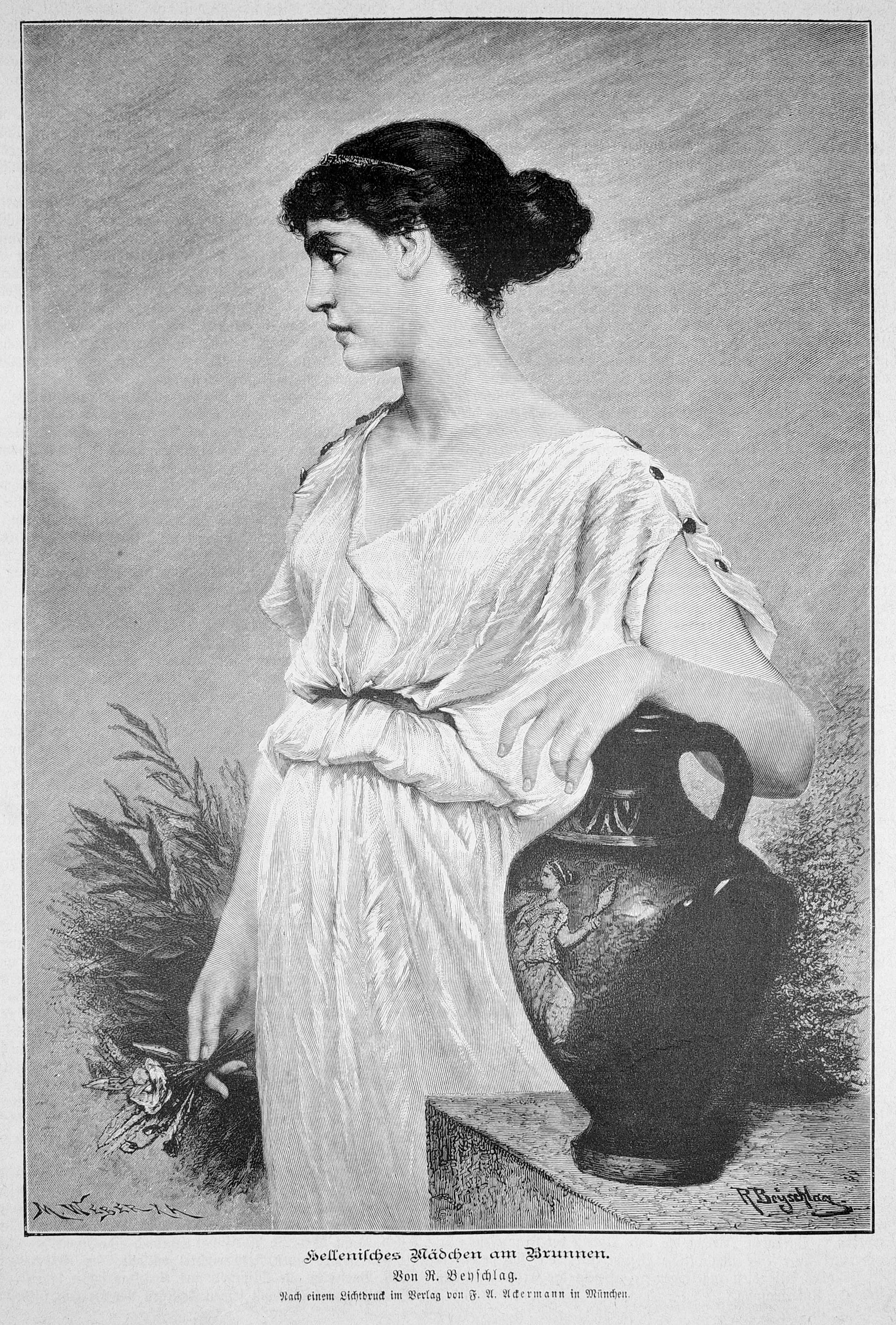
Hellenisches Mädchen am Brunnen